# Pingsdorf
Pingsdorf ist ein Stadtteil von Brühl im westlich von Köln gelegenen Rhein-Erft-Kreis im Südwesten von Nordrhein-Westfalen.

## Lage
Pingsdorf liegt südlich der Brühler Innenstadt am Abhang des Vorgebirges. Der Stadtteil wird von der Euskirchener Straße (ehemals B 51) und dem Pingsdorfer Bach, der teilweise verrohrt fließt, durchschnitten. Im Südosten grenzt Pingsdorf nahtlos an den Brühler Stadtteil Badorf.

## Geschichte
Das Gebiet des heutigen Pingsdorf war bereits in der Vorgeschichte besiedelt. Bei einer Ausgrabung im Bereich zwischen Südfriedhof und Bonnstraße wurden auf einer Fläche von 8 Hektar mehrere Langhäuser einer Siedlung aus der Bandkeramik, Gräben eines Erdwerkes sowie Überreste von Gräbern und Gebäuden aus der Eisenzeit gefunden. Hier wurde außerdem noch ein römisches Gräberfeld entdeckt. Der heutige Stadtteil entstand jedoch aus einem fränkischen Fronhof und war seit etwa 900 n. Chr. kontinuierlich bewohnt, obwohl zahlreiche Einwohner nach der Gründung Brühls ab 1285 in die Stadt zogen, in die Pingsdorf später eingemeindet wurde.

### Einwohnerentwicklung
Durch den heute ausgelaufenen Braunkohleabbau im südlichen Teil des Rheinischen Braunkohlereviers wuchs der Ort mit dem Zuzug von Bergarbeitern unter anderem aus Bayern, besonders am Ende des 19. Jahrhunderts. Die Einwohnerzahlen spiegeln das Wachstum der Ortschaft in den letzten 250 Jahren wider:
- 1750: etwa 300
- 1900: etwa 700
- 1950: 2512
- 1977: 3027
- 2009: 4749[4]

### Braunkohleabbau
Der Abbau von Braunkohle hatte seinen Anfang in den Tälern, in Pingsdorf also dem Tal des Pingsdorfer Bachs, wo die Flöze angeschnitten und deshalb mit primitiven Abbaumethoden leicht zugänglich waren. Die Gruben hießen auf der südlichen Talflanke Im Metzenmacher und auf der anderen Seite der Euskirchener Straße Im Bärchen und nördlich davon Im Bären am Schild und St. Pantaleon. Die Braunkohlewerke Badorf, Pingsdorf produzierten um 1883 mit 120 (Winter) bis 200 Mann (Sommer). Sie waren ab 1907 mit der Pingsdorfer Güterbahn nach Vochem angeschlossen. 1889 entstand als erste nachweisbare Arbeitersiedlung für arbeitsuchende bayerische Waldarbeiter der Gewerkschaft Brühl die Kolonie Pingsdorf. (heute Maiglerstraße). Die Grube Badorf produzierte noch bis 1913 im Handbetrieb Klütten. Die späteren größeren Grubenfelder weiter oben am Pingsdorfer Bach waren das Feld Grube Berggeist mit Brikettfabrik und Elektrizitätswerk. Die Grube versorgte auch die Zuckerfabrik Brühl mit Brennstoff. Die Gruben des Südreviers waren zu Beginn der 1950er-Jahre bereits ausgekohlt. Dort befindet sich heute das Phantasialand.
An die Zeit der Braunkohleindustrie erinnert eine Reihe von Straßennamen wie die Maiglerstraße, die ebenso wie die Maiglerwiese nach dem Braunkohlepionier Otto Maigler benannt ist.

## Sehenswürdigkeiten

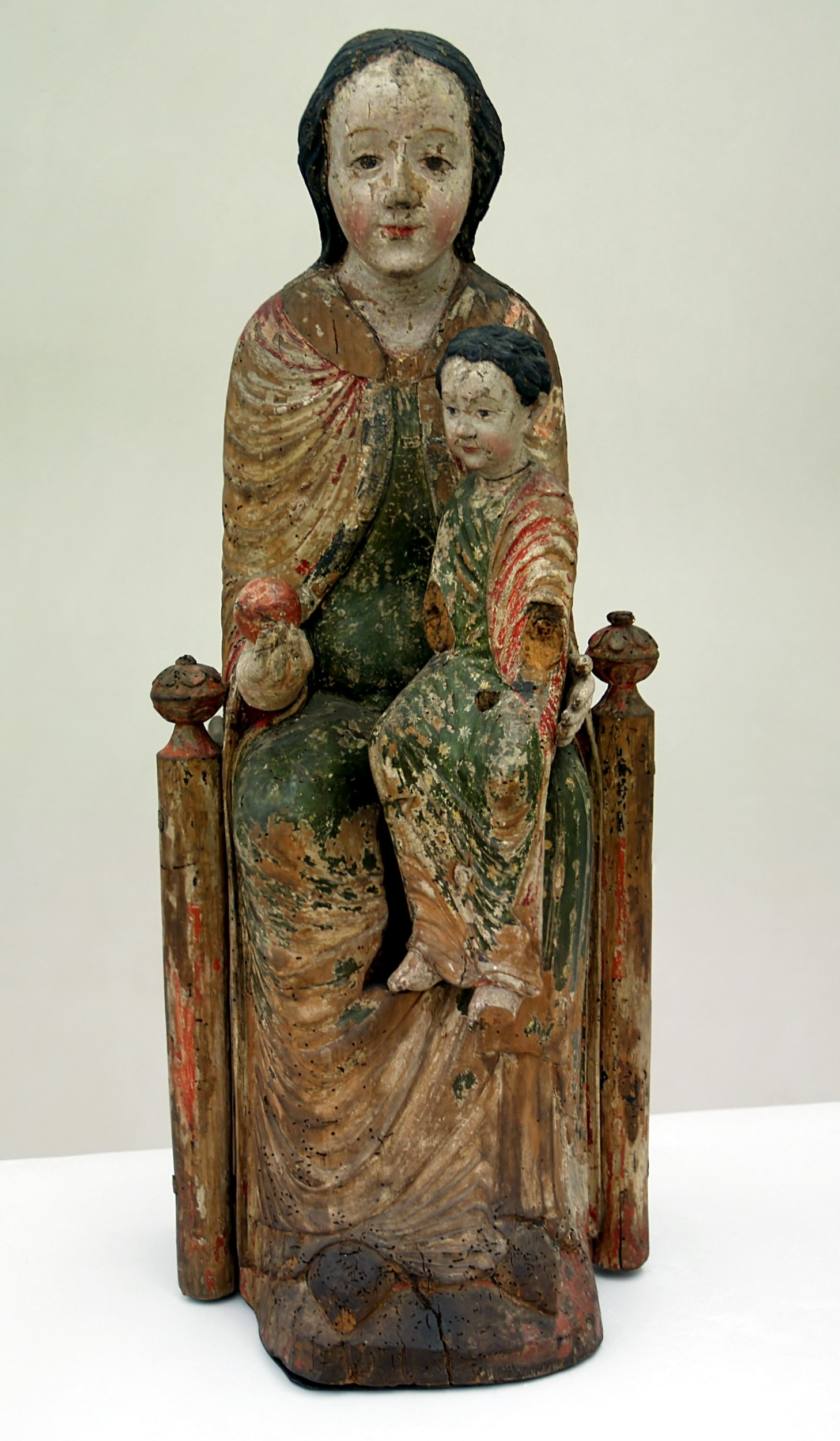
Pingsdorfer Madonna im Kolumba-Museum, Köln

Die katholische Pfarrkirche St. Pantaleon wurde zwischen 1746 und 1763 mit finanzieller Unterstützung des in Brühl residierenden Kurfürsten Clemens August errichtet. Im Innenraum befindet sich die Kopie einer frühromanischen Madonnenfigur aus dem 12. Jahrhundert, die Pingsdorfer Madonna. Das Kunstwerk wurde erst 1919 wiederentdeckt. Das Original befindet sich heute aufgrund seiner kunstgeschichtlichen Bedeutung im Kölner Diözesanmuseum Kolumba. Im Turm hängen vier Glocken, deren älteste Martin Legros aus Malmedy im Jahre 1776 gegossen hat. Sie wurde 2000 um drei Glocken der Gießerei Petit & Gebr. Edelbrock ergänzt, die an das Klangbild der alten Annenglocke angepasst sind. Das Vollgeläut (Schlagtonfolge ges1–as1–b1–des2) erklingt jeden Sonntag zur Messe.

### Pingsdorfer Keramik

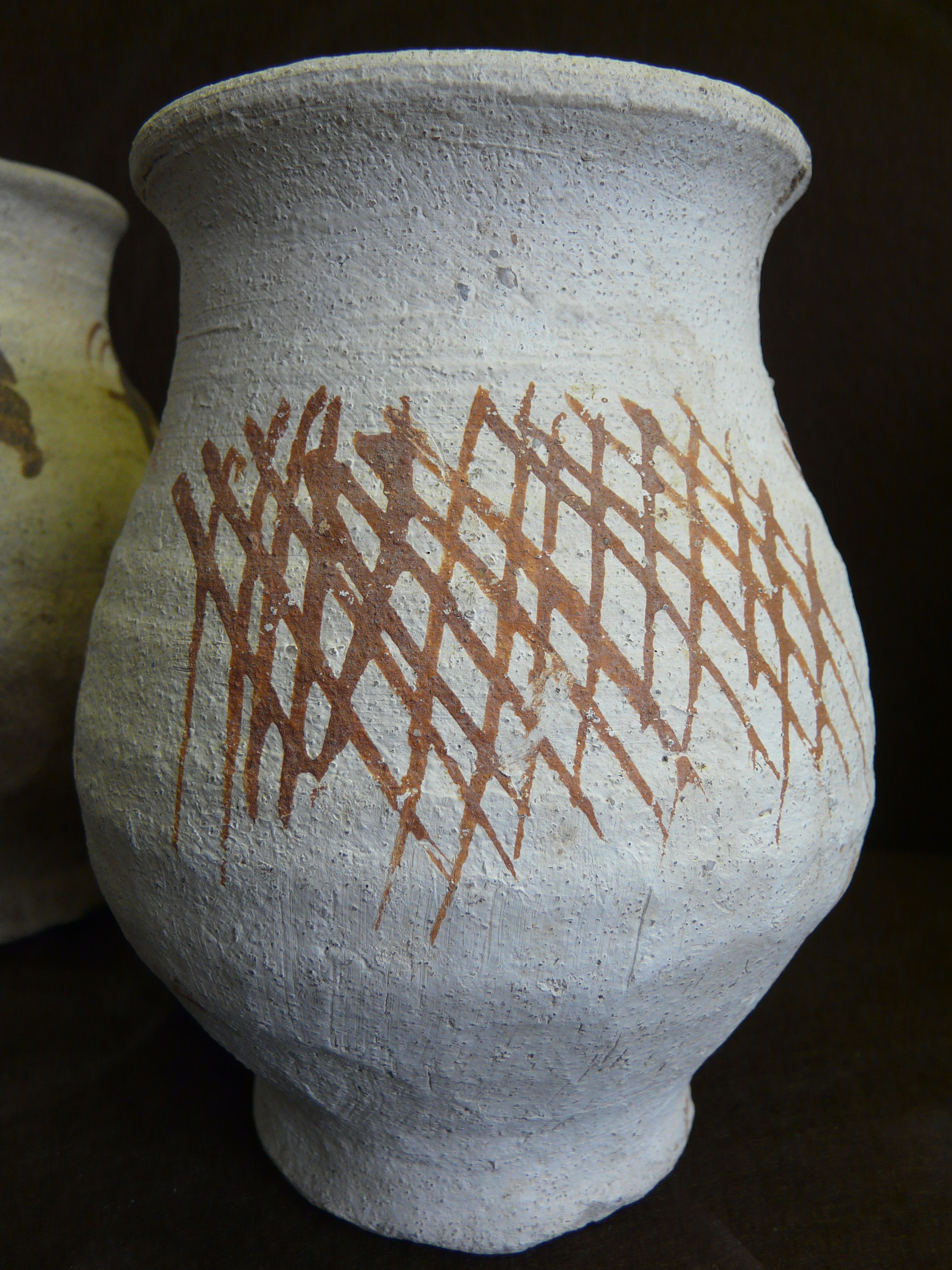
Pingsdorfer Keramik (12. Jh.),
Museum Burg Linn

Die im Brühler Umland für das 8.–10. Jahrhundert belegten Produktionsstätten der Töpfer in Badorf verlagerten sich möglicherweise wegen der vor Ort erschöpften Tonvorkommen nach und nach in den Bereich Pingsdorf. Vom 9. bis zum 13. Jahrhundert wurden Töpferwaren aus Pingsdorf bis England, Skandinavien und in den Ostseeraum gehandelt. Neben meist grauen Kugeltöpfen sind für die hochmittelalterliche Pingsdorfer Keramik vor allem hellgrundige, mit rotbrennender Engobe bemalte Schank- und Trinkgefäße charakteristisch.

### Pingsdorfer Bach, Pingsdorfer See und Naturpark Rheinland
Der Bach, einer der vielen kurzen Bäche, die aus der Ville in die Rheinebene herablaufen und dort versickerten, nimmt seinen Anfang heute unterhalb des Villenhofer Maars, einem der Villeseen im Naturpark Rheinland, er ist heute unterhalb Pingsdorfs renaturiert. Der einst an seinem linken Ufer angelegte Brühler Südfriedhof erstreckt sich heute über den Bach hinweg, der dort mit Holzbrücken überquert werden kann. Der Bach speist die Inselweiher im Naturschutzgebiet Schlosspark Brühl, vereinigt sich dort mit dem Mühlenbach (früher Siegesbach) von Heide herkommend und fließt dann als Palmersdorfer Bach in Richtung Berzdorf. Der Pingsdorfer See, ein Tagebaurestloch der ehemaligen Grube Maria Glück, ist einer der größeren Seen der Seenplatte. Er wird durch den Wehrbach zum Pingsdorfer Bach entwässert. Um Pingsdorf herum führt der Römerkanal-Wanderweg, der die Eifelwasserleitung der Römer nach dem römischen Köln nachzeichnet. Weitere Rund- und Fernwege erschließen den unmittelbar an Pingsdorf anschließenden Naturpark.

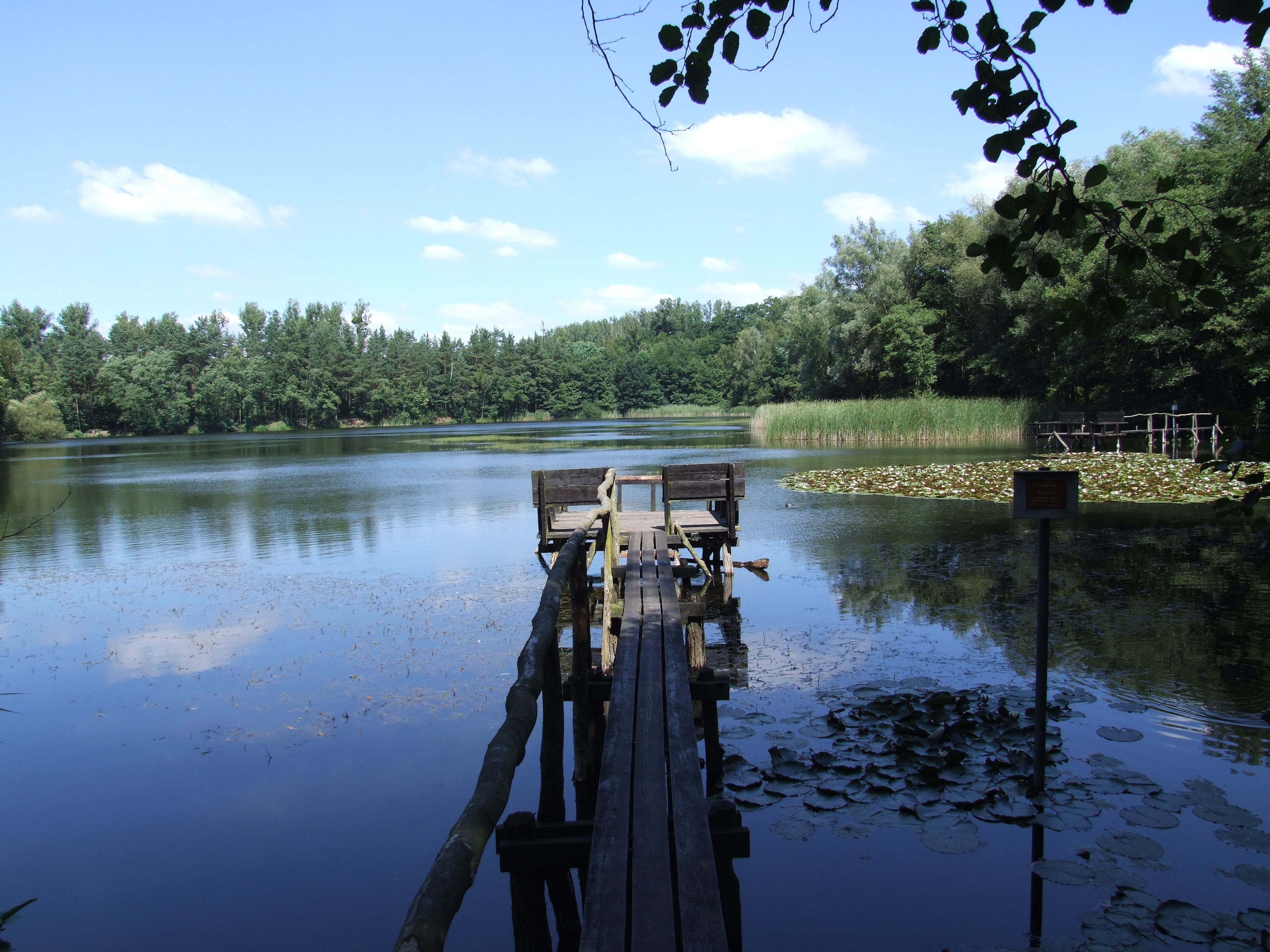
Pingsdorfer See

## Verkehr
Die B 51 wurde durch die Bundesautobahn 553 zwischen der Anschlussstelle Brühl-Nord und der A 1, Anschlussstelle Euskirchen, um Pingsdorf und Brühl herumgeführt und ersetzt. Die Straße wurde deshalb zur Landesstraße 194 herabgestuft. Diese kreuzt nördlich die Landesstraße 183, die alte Bonnstraße, die am Vorgebirge unterhalb Pingsdorfs vorbeiführt.
Der Stadtteil hat mit dem Haltepunkt Badorf gemeinsam mit Badorf Anschluss an die Vorgebirgsbahn der Stadtbahn-Linie 18.